# Tenis suave en los Juegos Asiáticos
El tenis suave en los Juegos Asiáticos tuvo su primera participación oficial en 1994 en Hiroshima, Japón tanto en la rama masculina como en la femenina, aunque debutó en la edición de 1990 como un deporte de exhibición.
Corea del Sur lidera ampliamente el medallero de la disciplina y ha ganado en casi todas las ediciones el medallero en cada edición de los juegos.

## Ediciones
| Edición | Año  | Ciudad Sede | País Sede     | Campeón            |
| ------- | ---- | ----------- | ------------- | ------------------ |
| XII     | 1994 | Hiroshima   | Japón         | Corea del Sur      |
| XIII    | 1998 | Bangkok     | Tailandia     | Corea del Sur      |
| XIV     | 2002 | Busan       | Corea del Sur | Corea del Sur      |
| XV      | 2006 | Doha        | Catar         | República de China |
| XVI     | 2010 | Guangzhou   | China         | Corea del Sur      |
| XVII    | 2014 | Incheon     | Corea del Sur | Corea del Sur      |

## Medallero
| #     | País               | Oro | Plata | Bronce | Total |
| ----- | ------------------ | --- | ----- | ------ | ----- |
| 1     | Corea del Sur      | 23  | 13    | 14     | 50    |
| 2     | República de China | 7   | 9     | 14     | 30    |
| 3     | Japón              | 5   | 10    | 13     | 28    |
| 4     | China              | 1   | 3     | 8      | 12    |
| 5     | Indonesia          | 0   | 1     | 1      | 2     |
| Total | Total              | 36  | 36    | 50     | 122   |